# ちふゆ
ちふゆ（12月22日 - ）は、日本の女性声優。神奈川県出身。ネクシード所属。
本名・旧芸名は米村 千冬（よねむら ちふゆ）。

## 略歴
声優以外で少女時代に憧れた職業は海女だったという。声優の出会いは1冊の本で、当時は広告代理店に勤めていたという。偶々資料として「声優養成所ガイド」が置いてあり、何気なくパラパラと捲っていくうちに「声優って楽しそうだなぁ。私もやってみようかな」という。その時、松濤アクターズギムナジウムを目にして、門をたたいたという。声優の道に踏み入れてから、思ったように演じることができず、自信を失い、「この仕事を辞めたい」とまで思った時期もあったという。何もかもが分からなくなってしまい、とりあえず「ディレクターの言われるままに演じればいいんだ」と、ほとんど受け身の姿勢だったという。ある日、収録後に設けられた飲み会の席でディレクターとプロデューサーが作品の方向性ついて言い争いを始め、2人の涙を見ていたという。それは作品への愛があるからこそのもので、自分の作品に対する愛の未熟さ痛感させられたという。この経験は職業としての声優への取り組み方を、考え直すいいきっかけだったと思っていたという。ちふゆ達の仕事は作品をより面白くするための要素の1つであるという責任を持って、多くの愛が存在していることを認識するようにもなったという。
2012年2月までケッケコーポレーションに所属していた。2012年3月よりネクシード所属。

## 人物
趣味はお笑い、ダンス。
座右の銘は「笑う門には福来る」。

## 出演

### テレビアニメ
2000年
- ファーブル先生は名探偵（ファンの女性2）

2004年
- なるたる（笙子の母）

2006年
- アイシールド21（少年ムサシ）

2007年
- スカイガールズ（おばさん）

2008年
- GUNSLINGER GIRL -IL TEATRINO-（洋服店員）
- のだめカンタービレ 巴里編（エマニエル）

2009年
- バスカッシュ!（子供A）

2019年
- 真・中華一番!（メイカ）

2020年
- クレヨンしんちゃん（2020年 - 2025年、若い女、近所の人B、同僚B、ニュースキャスター、えんぴつナレーション 他）

2022年
- 忍たま乱太郎（2022年 - 2023年、お母さん、店主）

2024年
- パーティーから追放されたその治癒師、実は最強につき（メアリー）

### 劇場アニメ
- クレヨンしんちゃん もののけニンジャ珍風伝（2022年、風子の母）
- クレヨンしんちゃん オラたちの恐竜日記（2024年）

### OVA
- COBRA THE ANIMATION コブラ タイム・ドライブ（2009年、シェラサード）

### ゲーム
2004年
- カオスブレイカー

2005年
- SIMPLE2000シリーズ Vol.70 THE 鑑識官（寒川怜）
- 第3次スーパーロボット大戦α 終焉の銀河へ（エツィーラ・トーラー）
- プリンセスメーカー4（キューブ）

2007年
- アガレスト戦記（ヒルダ、ディース）

2009年
- ワンド オブ フォーチュン（アデーレ・メイスン）

2010年
- ワンド オブ フォーチュン ポータブル（アデーレ・メイスン）
- ワンド オブ フォーチュン 〜未来へのプロローグ〜（アデーレ・メイスン）
- ワンド オブ フォーチュン 〜未来へのプロローグ〜 ポータブル（アデーレ・メイスン）

2011年
- ワンド オブ フォーチュン2 〜時空に沈む黙示録〜（アデーレ・メイスン）

2012年
- ワンド オブ フォーチュン2 FD 〜君に捧げるエピローグ〜（アデーレ・メイスン）

2020年
- オーバーウォッチ（エコー）
- 陰陽師（2020年 - 2021年、鮫人族国王、玉藻前）

### ドラマCD
- プリンセスメーカー4（2005年、キューブ）
- とらドラ！ Drama CD Vol.3（2009年、家族客C）

### ウェブアニメ
- オーバーウォッチ 短編アニメーション「Reunion」（2018年、エコー）
- ゴルゴ13×外務省 海外安全対策マニュアル（2018年、セニョリータ・ノダ、マリー）
- オーバーウォッチ2 シネマティックトレーラー「Zero Hour」（2019年、エコー）
- オーバーウォッチ 「エコー オリジン・ストーリー」（2020年、ミナ・リャオ、エコー）

### 吹き替え

#### 映画
- アースフォール（ナンシー・ラノン〈ミシェル・スタフォード〉）
- あぁ、結婚生活
- アイ・アム・レジェンド（TVリポーター〈アン・カリー〉）※ソフト版
- アイ・オリジンズ（カレン〈ブリット・マーリング〉）
- ある決闘 セントヘレナの掟（ナオミ〈フェリシティ・プライス〉）
- アルマゲドン2008（キンバリー）
- アルマゲドン2012 マーキュリー・クライシス（ジェニファー）
- アローン・イン・ザ・ダーク
- 運命の元カレ
- エージェント・ゾーハン
- エミルの空
- エルサレム（レイチェル・クライン〈ヤエル・グロブグラス〉）
- おとぎ話を忘れたくて（ヴァイオレット・ジョーンズ〈サナ・レイサン〉）
- カウントダウン・トゥ・デス（ジュリア・ベイカー〈キャサリン・イザベル〉）
- きみに読む物語
- キャプテン・フィリップス（オブライエン看護師長〈ダニエル・アルバート〉[4]）
- ギャング・イン・ニューヨーク（ヴィクトリア・ゴッティ〈ケリー・プレストン〉）
- グリーン・ホーネット（女性記者）
- グリム・アベンジャーズ（白雪姫）
- 殺し屋チャーリーと6人の悪党（アリス〈アリシー・ブラガ〉）
- ザ・スクワッド（マルゴー〈カテリーナ・ムリーノ〉）
- シェフ 三ツ星フードトラック始めました（イネズ〈ソフィア・ベルガラ〉）
- シティーハンター THE MOVIE 史上最香のミッション（ジェシカ・フォックス〈パメラ・アンダーソン〉[5]）
- シャークネードシリーズ
  - シャークネード カテゴリー2（スカイ〈ヴィヴィカ・A・フォックス〉）
  - シャークネード エクストリーム・ミッション（エイプリル・シェパード〈タラ・リード〉）
  - シャークネード4（エイプリル・ウェクスラー〈タラ・リード〉）
  - シャークネード5 ワールド・タイフーン（エイプリル・ウェクスラー〈タラ・リード〉）
  - シャークネード6 ラスト・チェーンソー（エイプリル・ウェクスラー〈タラ・リード〉）
- ジャッジ 裁かれる判事（サマンサ・パウエル〈ヴェラ・ファーミガ〉）
- SHOCK WAVE 爆弾処理班（カルメン〈ソン・ジア〉）
- 人肉燈籠（ルーシー〈ユン・キンタン〉）
- スティーヴン・キング ビッグ・ドライバー（テス・ソーン〈マリア・ベロ〉）
- S.W.A.T. アンダーシージ（エレン・ドワイヤー〈エイドリアンヌ・パリッキ〉）
- 鮮血ピエロの惨劇（エミー〈オードリー・マリー・アンダーソン〉）
- ゾンビシャーク 感染鮫（アンバー・スティール〈キャシー・スティール〉）
- ダークナイト ライジング（フォーリーの妻〈デイナ・グリフィス〉）
- タイガー・ハウス（ケリー〈カヤ・スコデラリオ〉）
- 地下に潜む怪人（スカーレット・マーロウ〈パーディタ・ウィークス〉）
- デイアフター2020 -首都大凍結-（ジャクリーン〈クレア・フォラーニ〉）
- ディテクティヴ
- テッド2（アリソン〈ジェシカ・ゾア〉[6]）
- デンジャラス・ビューティー2
- 突然!サバイバル（デーリー〈ハリー・ハーシュ〉）
- トランスポーター3 アンリミテッド
- 鳥
- トレジャー・キングダム（アリアナ）
- 2012（オレグ）
- ファイアー・ツイスター（カーラ〈リサ・シアラ〉）
- ファイヤーウォール（空港行員）※テレビ朝日版
- パラサイト・クリーチャーズ（タニア〈エディタ・マロヴチッチ〉）
- ブラッド・スローン（ケイト・ハーロン〈レイク・ベル〉）
- ブラック・クローラー（ヨランダ〈アマリ・ゴールデン〉）
- プリティ・イン・ニューヨーク
- フローズン・アース（ダイアン・ジョーンズ〈ジュールズ・ハートリー〉）
- ヘル・ファイヤー（アンナ教授〈キャサリン・ロウグ・ハグクィスト〉）
- ボックス（ウェンディ）
- ボルケーノ・シティ（メンデス）
- マーベル・シネマティック・ユニバース
  - アベンジャーズ（NASA女性）
  - キャプテン・アメリカ/ウィンター・ソルジャー（レナータ〈ブランカ・カティック〉）
- マクマホン・ファイル（アルマ・ゲレロ〈ロージー・ペレス〉）
- 魔法使いの弟子
- マン・アップ! 60億分の1のサイテーな恋のはじまり（ナンシー〈レイク・ベル〉）
- ミリオンダラー・アーム（ブレンダ（レイク・ベル））
- 山猫は眠らない6 裏切りの銃撃（ロビン・スレイター〈ステファニー・ヴォクト〉）
- 余命90分の男（シャロン〈ミラ・クニス〉）
- ラスト・ターゲット（マチルダ）
- ラッキー・ガール
- ラフマニノフ ある愛の調べ（アンナ）
- REVENGE リベンジ（ジェニファー〈マチルダ・ルッツ〉）
- ワールド・フォー・スピード（タラ〈ケイト・フレンチ〉）

#### テレビドラマ
- iCarly（ターシャ）
- アウトバーン・スピード（アンドレア・シェーファー）
- アラーム・フォー・コブラ SPIN OFF（スザンナ・フォン・ランディッツ）
- エクソシスト 孤島の悪魔（マウス〈ズレイカ・ロビンソン〉）
- エデンの東（チュニ）
- オンエアー（ユン・ヒョンス）
- カシミアマフィア
- 救命医ハンク2 セレブ診療ファイル（フェイス・グリーン）
- 救命医ハンク4 セレブ診療ファイル（ハーパー）
- クローザー
- 刑事ジョー パリ犯罪捜査班（アデル〈ハイダ・リード〉）
- ゴシップガール（エレノア・ウォルドーフ〈マーガレット・コリン〉）
- GOTHAM/ゴッサム（テイラー・リース〈マーガレット・コリン〉）
- ザット'70sショー（ドナ・ピンチオッティ）
- ザ・ホワイトハウス（キャロル、エイミー・ガードナー）※シーズン5より
- サム&キャット（ジェイド・ウェスト〈エリザベス・ギリース〉）
- ザ・ルーキー 40歳の新米ポリス!?（アンジェラ・ロペス〈アリッサ・ディアス〉[7]）
- CSI:ニューヨーク7
- ジェリコ 閉ざされた街（ミミ・クラーク〈アリシア・コッポラ〉）
- JUSTIFIED 俺の正義（ウィノナ・ホーキンス〈ナタリー・ジー〉）
- 私立探偵ストライク（キアラ・ポーラー〈アンバー・アンダーソン〉）
- スーパーナチュラル シーズン8、9（アバドン）
- 続ハリーズ・ロー 裏通り法律事務所（アニー・ビルソン〈エリカ・デュランス〉）
- ドールハウス Dollhouse
- Dr.HOUSE（ボニー〈ジェーン・アダムス〉）
- トミーとタペンス -2人で探偵を-
- ニュースルーム（スローン・サビス〈オリヴィア・マン〉）
- PERSON of INTEREST 犯罪予知ユニット
- ビッグバン★セオリー/ギークなボクらの恋愛法則（イザベラ・コンセプシオン）
- ビクトリアス（ジェイド・ウェスト〈エリザベス・ギリース〉）
- ファンタスティック・カップル（2007年、ヒョジョン〈イ・サンイ〉[8])
- THE BLACKLIST/ブラックリストシーズン4、7(アニー・キャプラン<エイミー・ラットバーグ>、ヴィクトリア・フェンバーグ<ジリアン・アレクシー>)
- プリズン・ブレイク（マリクルース・デルガド〈カミーユ・グアティ〉）
- ブロードチャーチ2〜殺意の町〜
- ボストン・リーガル（サリー）
- BOSCH/ボッシュ
- マーベル・シネマティック・ユニバース（コリーン・ウィング〈ジェシカ・ヘンウィック〉）
  - Marvel アイアン・フィスト
  - Marvel ザ・ディフェンダーズ
- マイガール（ジョンウの母）
- MAD MEN（フランシーヌ）
- ミストレス 〜溺れる女たち〜（ジョスリン・カーヴァー〈ジェス・マッカラン〉）
- Major Crimes 〜重大犯罪課（ホッブス）
- ラブアイランドUSA 水着で恋するフィジー編（アリエル・ヴァンデンバーグ[9]）
  - ラブアイランドUSA 水着で恋するラスベガス編[10]
- レイ・ドノヴァン ザ・フィクサー シーズン3
- レジェンド・オブ・トゥモロー(エヴァ・シャープ<ジェス・マッカラン>
- ローズマリーの赤ちゃん〜パリの悪魔〜
- 私はラブ・リーガル2、3
- コードネーム: ウイスキー&キャバリエ -ふたりは最強スパイ-（スーザン・サンプソン〈アナ・オーティス〉）

#### アニメ
- おさるのジョージ（チュー先生）
- 時光代理人 -LINK CLICK-II（劉晶の妻）
- ジャッキー・チェン・アドベンチャー（ヴァイパー、バイツァ）
- スター・ウォーズ レジスタンス（エーオジアンの女王）
- ティーン・タイタンズ（マダム・ルージュ、サラシム、コントロールフリークのチャット仲間）
- フィニアスとファーブ（ビビアン・ガルシア＝シャピロ）
- ミュータント・タートルズ（キャンベル）

#### その他
- プロジェクト・ランウェイ（”スイートP”ヴォーン）

### 舞台
- きらら浮世伝
- 倭王伝
- 倭王伝 巻の弐 八岐大蛇
- 645

### ナレーション
- VIDEO Option（D1ラヂオナビゲーター[11]。）